# حذف أخضر الجناح
الحذف الأخضر الجناح (الاسم العلمي: Anas carolinensis) هو نوع من فصيلة بطية.